# Нова церква (Амстердам)

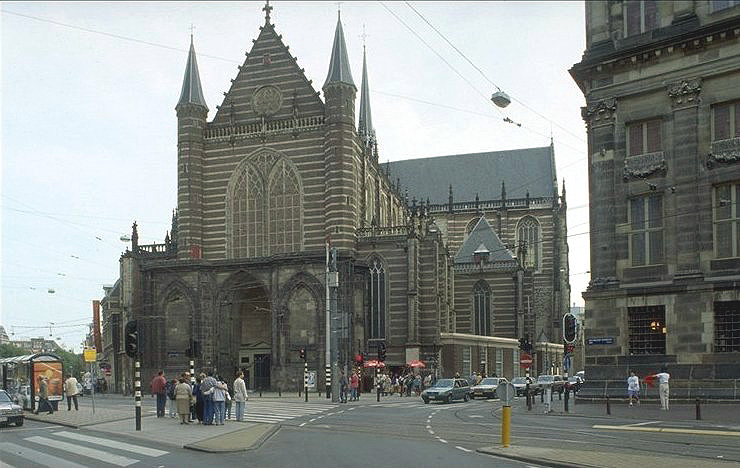
Нова церква (Нівекерк), Амстердам

52°22′26″ пн. ш. 4°53′31″ сх. д. / 52.373889° пн. ш. 4.891944° сх. д.
Нова церква (нід. Nieuwe Kerk (Amsterdam), Нівекерк) — колишній (нині не діючий) кальвіністський храм у столиці Нідерландів місті Амстердамі, зведення якого, спершу як католицької церкви належить до XV століття.
Амстердамська Нівекерк розташована на центральній частині міста площі Дам, що поруч з Королівським палацом.

## Історія та сучасність
У 1408 році Утрехтський архієпископ дав дозвіл на будівництво в Амстердамі нової парафіяльної церкви, бо Стара церква (св. Миколи) не могла вже вмістити всіх вірян. Одним із фундаторів храму, що надав місце під будівництво, був банкір Віллем Еггерт (Willem Eggert). Спочатку церква була присвячена святим Марії та Катерині.

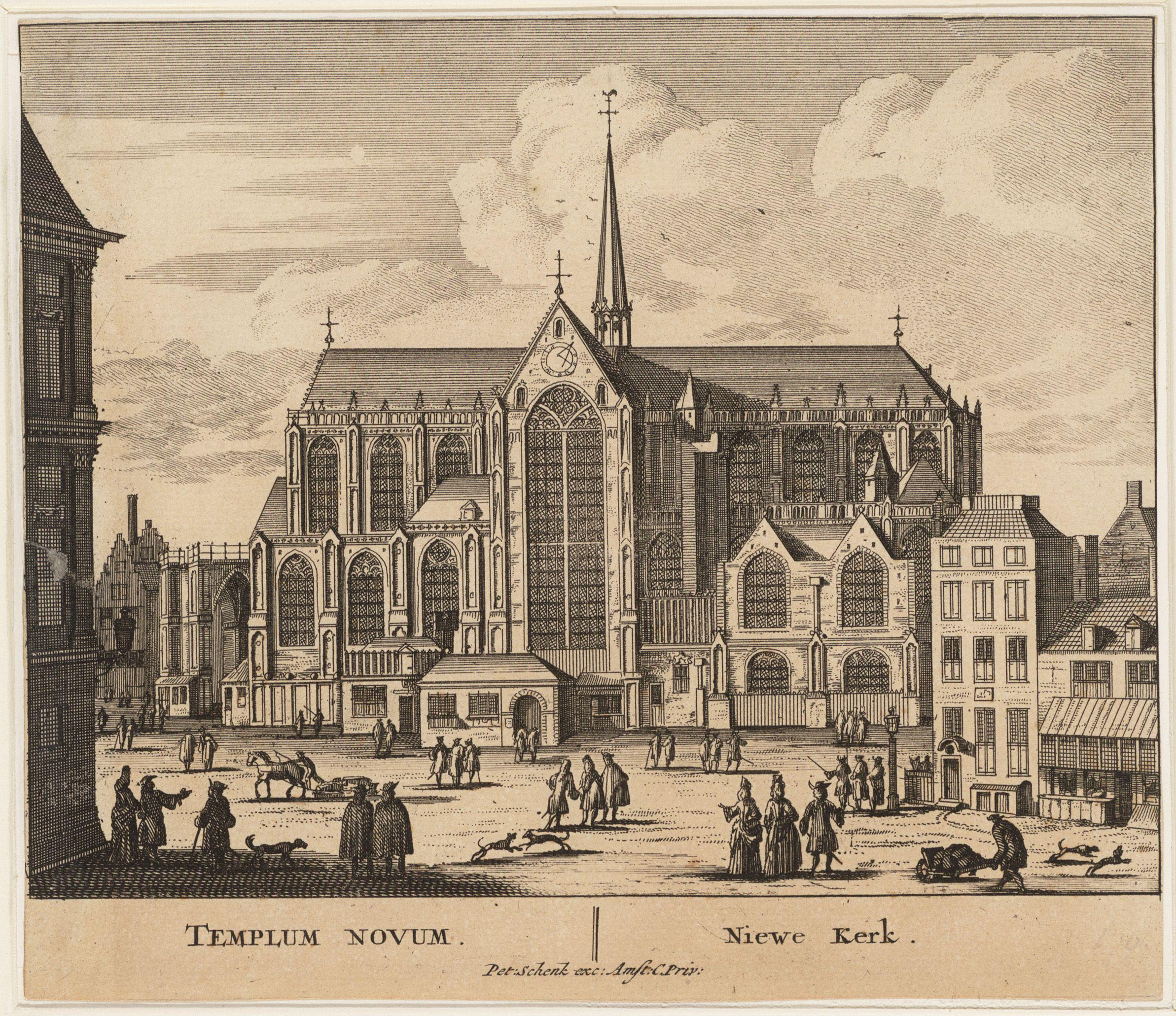
Нівекерк Амстердама на старій гравюрі (бл. 1710)

У 1421, 1452 і 1645 роках церква горіла в міських пожежах. Після 1645 року вона була перебудована в готичному стилі.
Пізньоготична хрестувата базиліка була майже повністю спалена пожежею 1645 року, яка сталась, згідно з міським переказом, через недогляд майстра. Після реконструкції, яка тривала близько трьох років, церква була освячена знову в подяку за Мюнстерський мир (1648). Тоді ж інтер'єри храму були оздоблені чудовою кафедрою (1649) роботи Альберта Вінкенбрінка (Albert Vinckenbrink), дивовижної краси бароковими різьбленими по дереву фігурами чотирьох євангелістів і алегоричних уособлень Віри, Надії, Любові, Справедливості і Розсудливості.

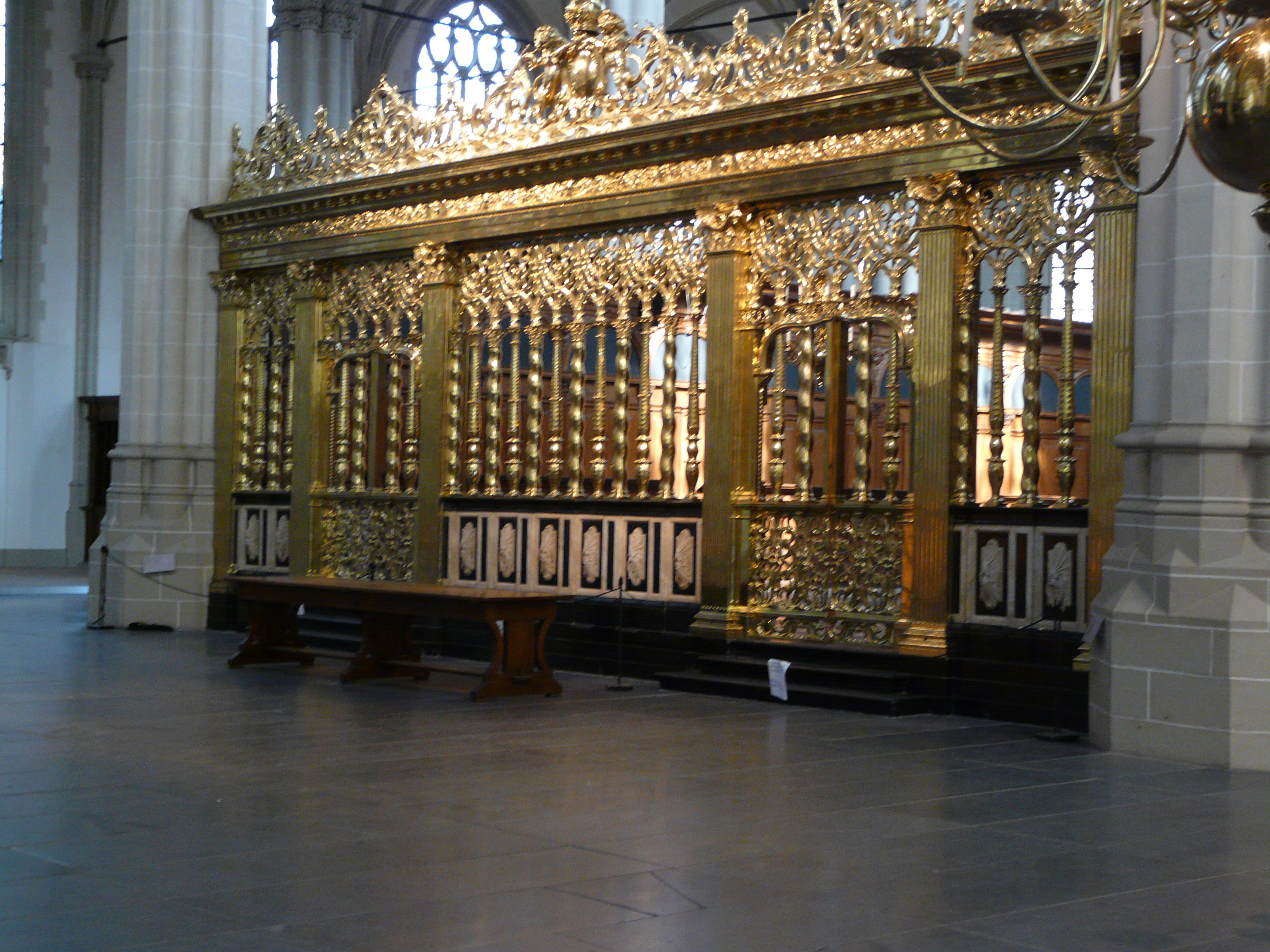
Ґрати хорів Нівекерк

Церква має визначний орган 1670 року, дизайн коробки якого розробив Якоб ван Кампен, надзвичайно гарні ґратки хорів, відлиті в бронзі.
У 1892—1914 роках Нівекерк капітально відремонтували й реконструювали, додавши до культової споруди численні неоготичні деталі.
Ще одну масштабну реставрацію амстердамської Нової церкви було здійснено після Другої світової війни — у 1959-1980 роках.
Згідно з традицією від 1814 року Нівекерк Амстердама використовувалася для королівських коронацій і інавгурацій, востаннє — під час вступу на престол королеви Беатрікс 30 квітня 1980 року, а також для проведення весільних церемоній — востаннє під час одруження принца Оранського Віллема-Олександра і принцеси Максими Соррег'єти в 2002 році.
Церква є місцем поховання багатьох видатних нідерландських флотоводців, в тому числі Мігеля Адріансзона Рюйтера, а також національного поета і драматурга Йоста ван ден Вондела і картографа Віллема Блау.
У теперішній час (2000-ні) в амстердамській Новій церкві не правляться служби, — споруда використовується для проведення різноманітних виставок і культурних заходів, органних концертів.

## Галерея

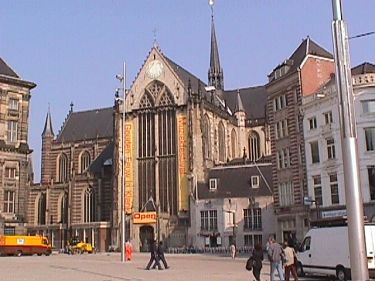
Вигляд Нівекерк з боку площі Дам
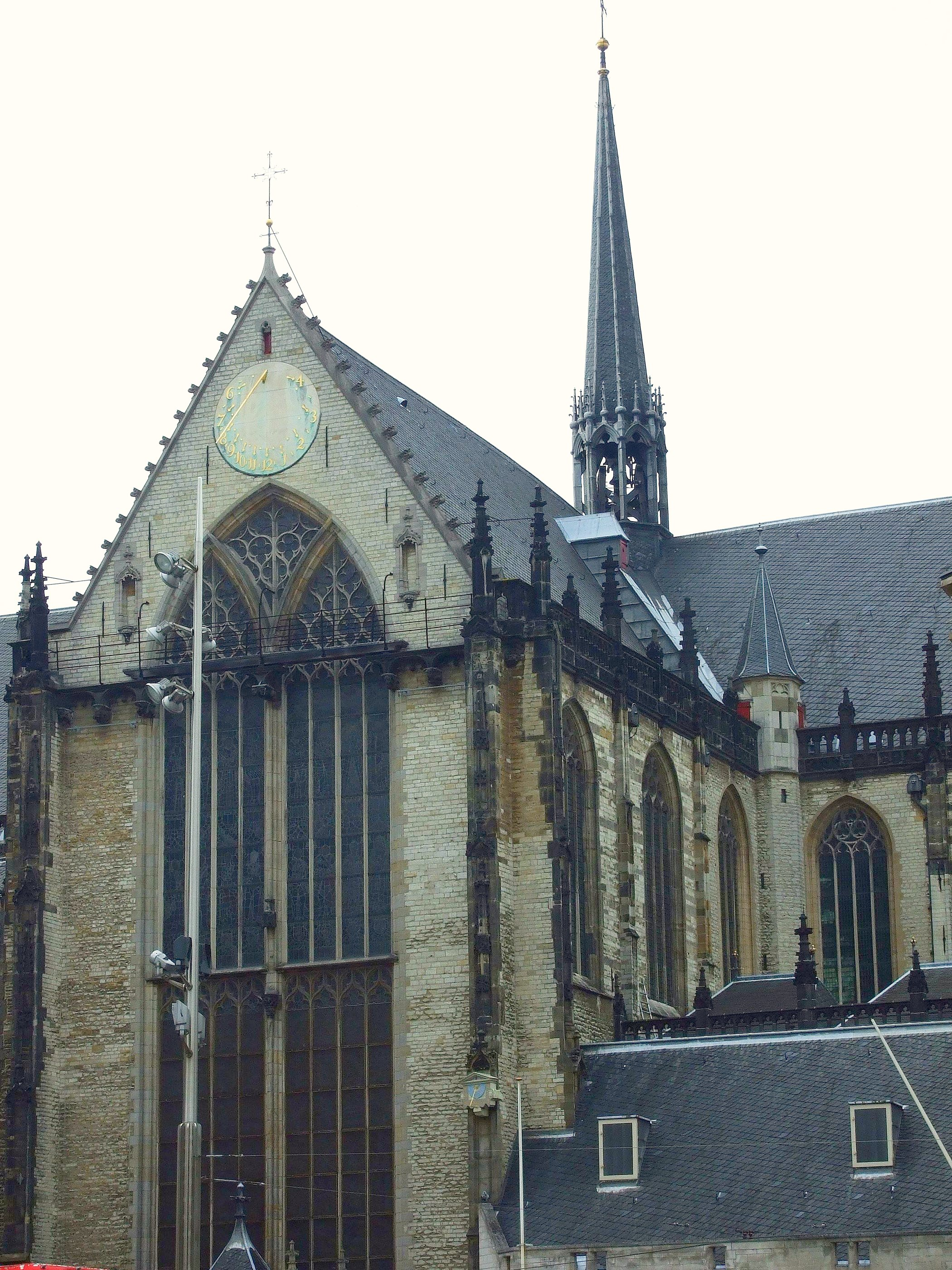
Фрагмент фасаду культової споруди
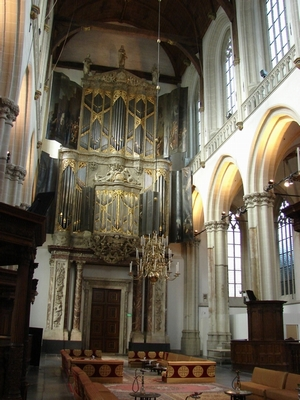
Інтер'єр храму
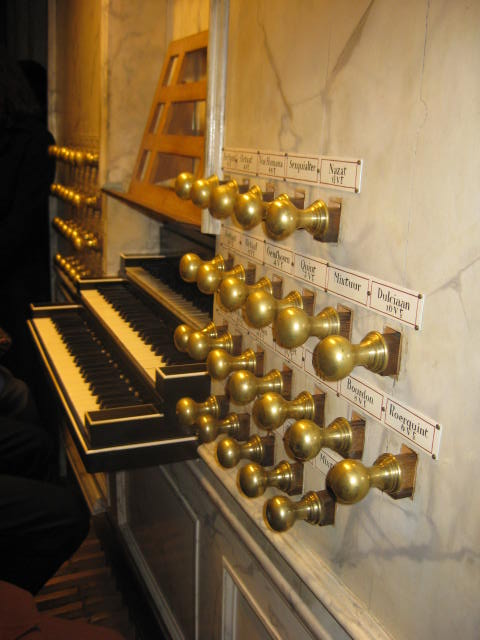
Фрагмент церковного органу